# Freiäugig
Freiäugig oder freisichtig werden in Naturwissenschaft und Technik jene Beobachtungen und Messungen genannt, die ohne optisches Hilfsmittel (ausgenommen Korrekturen von Fehlsichtigkeiten der Augen) gewonnen werden, d. h. ohne Verwendung von zum Beispiel Fernrohr, Lupe, Mikroskop oder Kamera.
Der Begriff wird vor allem in der Astronomie und Geodäsie sowie in Physik und Biologie verwendet. Man umschreibt ihn auch mit anderen Worten, etwa „mit bloßem Auge“, „mit unbewaffnetem Auge“, „direkt“ bzw. „ohne Vergrößerung sichtbar“. Die Umgangssprache benutzt den Begriff seltener, weil fast alle täglichen Verrichtungen freiäugig erfolgen und dies keiner Erwähnung bedarf. Lediglich bei anspruchsvolleren Aufgaben wie dem Erkennen feinster Details, bei genauen Messungen oder ungewöhnlichen Lichtverhältnissen findet die Leistungsgrenze des Auges nähere Beachtung.

## Interessante Phänomene
Schon mit bloßem (freiem) Auge lassen sich interessante Phänomene und interessante Naturerscheinungen feststellen, aber auch die Erreichbarkeit von erstaunlichen Genauigkeiten. Dazu einige Beispiele:

### Schätzung von geometrischen Größen
- Symmetrien lassen sich auf etwa 1 bis 2 Prozent genau schätzen, wenn man einen günstigen Standpunkt einnimmt und gewisse Erfahrung hat.
- Intervalle auf einer kurzen Strecke besser als 10 Prozent, auf weißem Papier sogar auf 3 bis 5 Prozent genau, und Details auf einer Landkarte etwa 0,2 mm
- Geradlinigkeit eines Meterstabes auf etwa 0,5 mm, eines gradlinigen Grenzverlaufs auf etwa 1 cm pro 50 m (siehe auch Alignement)
- übliche Entfernungen und Geschwindigkeiten: mit Anhaltspunkt auf einige Prozent, ohne Anhaltspunkt auf 10 bis 20 Prozent
- Helligkeit, Farbtöne: ähnlich wie oben (etwa 3 bis 20 Prozent), siehe auch Weber-Fechner-Gesetz

### Erkennbarkeit feiner Details
- Auflösungsvermögen: je nach Kontrast 0,01 bis 0,02° oder durchschnittlich 3 cm auf 100 m, bei Doppelsternen etwa 200 ″
- Erkennbarkeit von dünnen Linien: bei gutem Kontrast 5 bis 10 Prozent der Auflösung, also 1 bis 3 mm auf 100 m (einfacher Selbsttest z. B. mit Drahtzaun)
- Helligkeits-Unterschiede auf 0,2 bis 0,5 Prozent (wenn direkt vergleichbar), sonst etwa 10 Prozent

### Astronomische Phänomene zur Freisichtigkeit
- In der höchsten Kategorie der nächtlichen Dunkelheit können bei klarer Sicht Sterne mit einer scheinbaren Helligkeit (Magnitude) oberhalb von 6,8 mit bloßem Auge gesehen werden.[2] Das sind etwa 3000 Sterne pro Hemisphäre, die im astronomischen Sinne als freisichtig gelten.[3] Diese gute Sicht erfordert Abstände von bis zu 100 km zur nächsten größeren Stadt, und ist daher ausschlaggebend für die Standortwahl optischer Observatorien. In Mitteleuropa sind selbst in abgelegeneren Gebieten bei guten Verhältnissen durch atmosphärische Brechung nur etwa 2000 zu sehen, in einer Großstadt einige hundert bis einige Dutzend (siehe auch: Lichtverschmutzung, Lichtschutzgebiet).
- die fünf hellen Planeten (Merkur, Venus, Mars, Jupiter, Saturn). Merkur aber nur zu gewissen Zeiten, wenn die Ekliptik steil steht. Bei besten Bedingungen sind auch noch Uranus und der Kleinplanet (4) Vesta zu erahnen. Bei einem Venusdurchgang auch das „Scheibchen“ des Planeten vor der Sonne.
- einige Doppelsterne, insbesondere das Reiterlein im Großen Wagen, mit sehr guten Augen auch Epsilon Lyrae.
- Farbunterschiede an sehr hellen Sternen – wie am weißen Sirius und dem roten Beteigeuze.
- einige Sternhaufen (auch wenn die Einzelsterne unsichtbar wären) und Nebel (z. B. Plejaden, Orion-, Andromeda- und Dreiecksnebel. Letzterer ist mit 2,8 Millionen Lichtjahren das entfernteste freisichtige Objekt)
- Die Milchstraße (deren Einzelsterne unter der Sichtbarkeitsgrenze bleiben)
- Bisweilen Nordlichter. In Nordeuropa können sie heller als die Milchstraße werden.
- Dutzende Sternschnuppen pro Nacht, obwohl sie nur die Größe von Staubkörnern haben
- reguläre und irreguläre Kometen, durchschnittlich einer pro Jahr, siehe Sichtbarkeit von Kometen

Genauigkeit freiäugiger Astrometrie (Sichtbarkeit von scheinbarer Bewegung):
- Winkelschätzung auf etwa 1° (z. B. Polarstern, geografische Breite oder Richtung eines Schiffskurses)
- Sternbedeckungen durch den Mond auf Zehntelsekunden – was für den 385.000 km entfernten Mond nur 30 bis 100 m sind.

### Beobachtungen in der Biologie
- Erkennbarkeit feiner Strukturen: z. B. an Fühlern von Insekten bis zu 0,01 mm
- Größen- und Farbunterschiede
- Bewegungsmuster, Flugverhalten
- Feststellen der Vertikale (Lotrichtung) auf 1 bis 2°
- Unbewusstes Erkennen von Bewegungen (Warn-Reflex)
- Schätzung von Geschwindigkeiten auf 5 bis 10 Prozent